# Villafiz (Friol)
Villafiz (llamada oficialmente Santa María de Vilafiz) es una parroquia y un lugar español del municipio de Friol, en la provincia de Lugo, Galicia.

## Organización territorial
La parroquia está formada por diez entidades de población:

### Entidades de población
Entidades de población que forman parte de la parroquia:
- Acevedo
- Fondemera
- Gonce
- Laxes (As Laxes)
- Outeiro (O Outeiro)
- Rebordelo
- Romá
- Villafiz (Vilafiz)

### Despoblados
Despoblados que forman parte de la parroquia:
- Folgueira (A Folgueira)
- Remesill

## Demografía

### Parroquia
| Gráfica de evolución demográfica de Villafiz (parroquia) entre 2000 y 2019 |
|                                                                            |
| Datos según el nomenclátor publicado por el INE.                           |

### Lugar
| Gráfica de evolución demográfica de Villafiz (lugar) entre 2000 y 2019 |
|                                                                        |
| Datos según el nomenclátor publicado por el INE.                       |